# Mocache
Mocache – miasto w zachodnim Ekwadorze, w prowincji Los Ríos. Stolica kantonu Mocache.

## Demografia
.